# Jan Potocki (1761–1815)

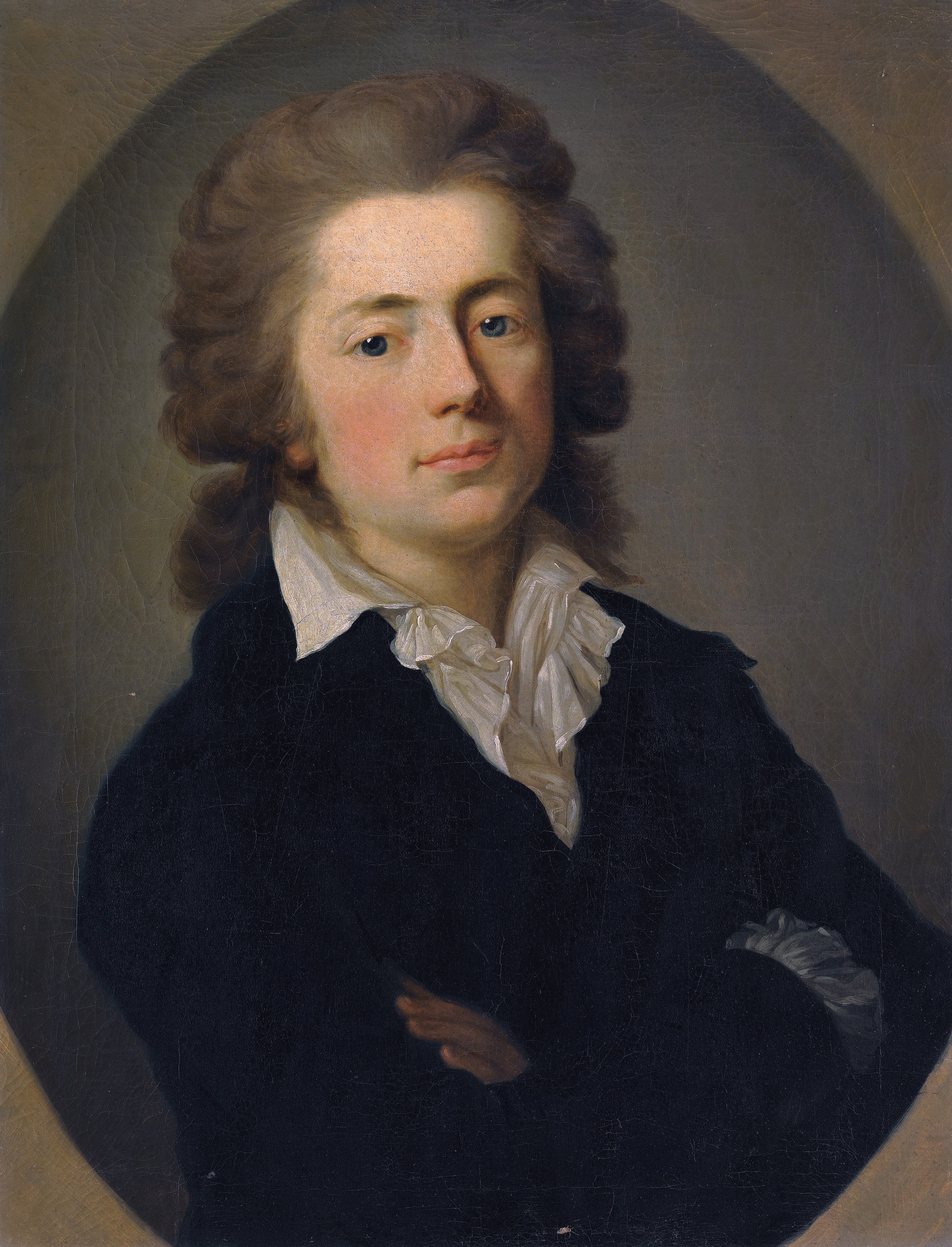
Hrabia Jan Potocki na obrazie Antona Graffa (1785)

Jan Potocki herbu Pilawa, ps. i krypt.: Graf***; M. L. C. J.P.; hr Courchamps (ur. 8 marca 1761 w Pikowie w powiecie winnickim województwa bracławskiego lub w Kuryłówce, zm. 23 grudnia 1815 w Uładówce koło Pikowa) – polski powieściopisarz, dramatopisarz (tworzący w języku francuskim), podróżnik, polityk, historyk, publicysta, etnograf, jeden z pierwszych polskich archeologów, badacz starożytności słowiańskich, inżynier, pierwszy polski aeronauta, kawaler maltański zaszczycony Krzyżem Devotionis. Urodził się na Podolu, a wychowywał się we Francji i Szwajcarii. Płynnie mówił ośmioma językami.
Rok 2015 poświęcono życiu i twórczości Jana Potockiego, ze względu na przypadającą 23 grudnia dwusetną rocznicę jego śmierci.

## Życiorys
Urodził się w rodzinie magnackiej. Syn Józefa, krajczego wielkiego koronnego (jednego z przywódców konfederacji radomskiej) i Teresy z Ossolińskich Potockiej. Jako 7-letni chłopiec Jan Potocki opuścił ojczyznę. W latach 1773–1776 uczył się wraz z bratem Sewerynem w szkołach w Lozannie i Genewie, gdzie odebrał staranne wykształcenie. Często przebywał w Paryżu. Świetnie władał językiem francuskim, a z językiem polskim zetknął się na dobre dopiero po przyjeździe do Polski w kwietniu 1778. W tym samym roku, w stopniu podporucznika armii austriackiej brał czynny udział w kampanii bawarskiej. Porucznik wojsk austriackich.
Od 1778 odbywał liczne podróże po Wschodzie i po Europie, m.in. do Turcji i Egiptu (1784), Holandii (1787), Hiszpanii i Maroka (1791), Dolnej Saksonii (1794) i na Kaukaz (1797–1798). Służył w armii austriackiej (1778), walczył jako kawaler zakonu maltańskiego (w latach 1779–1780) z berberyjskimi piratami na Morzu Śródziemnym. Swoje przygody dokumentował w relacjach (część została zebrana w tomie Podróże, relację z podróży do Turcji i Egiptu przełożył na język polski Julian Ursyn Niemcewicz). Był jednym z pierwszych (począwszy od roku 1782) badaczy historii i archeologii Słowiańszczyzny, obok Adama Naruszewicza, Zorian Dołęgi-Chodakowskiego (Adama Czarnockiego), Józefa Maksymiliana Ossolińskiego i Wawrzyńca Surowieckiego. Swoje odkrycia i przemyślenia odnośnie do słowiańszczyzny spisał w 5 tomach Recherches sur la Sarmatie (1789–1792) i w Histoire primitive.
W roku 1783 poślubił Julię Teresę Lubomirską, marszałkównę wielką koronną, dziedziczkę Łańcuta i Krzeszowic – prawdopodobnie najpiękniejszą Polkę (zm. 1794). Owocem tego związku byli dwaj synowie: Alfred Potocki i Artur Stanisław Potocki. 
W 1785 udał się drogą morską z Chersonia przez Stambuł do Egiptu, a następnie do Wenecji. Przez ponad 2 lata (1785-1787) przebywał w Paryżu, dzięki uprzejmości E. Lubomirskiej (zamieszkał w jej paryskiej rezydencji). W tym okresie bywał gościem w paryskim salonie wdowy po Helwecjuszu, przyjaźnił się z C. F. Volneyem, a jednocześnie aktywnie sprzyjał społeczno-politycznym dążeniom francuskiego mieszczaństwa. Jesienią roku 1787 udał się do Holandii, gdzie był świadkiem wojny domowej.
Po powrocie do Polski (via Wiedeń w marcu 1788) „przywdział strój polski”, a dzięki koneksjom rodzinnym, został (kilka miesięcy później) posłem na Sejm Czteroletni z województwa poznańskiego i działaczem obozu reform (jako zdeklarowany przeciwnik Prus). Wybrany ze stanu rycerskiego sędzią Sejmu Czteroletniego w 1788 roku. We wrześniu 1788 założył Drukarnię Wolną, wydającą Journal Hebdomadaire de la Diète tygodnik relacjonujący debaty sejmowe. 14 maja 1790 roku w Warszawie Potocki towarzyszył w locie balonem pionierowi aeronautyki Jeanowi Blanchardowi stając się pierwszym Polakiem w historii, który wzniósł się w powietrze. W 1789 roku wstąpił do Korpusu Inżynierów Koronnych, z patentem na porucznika, kapitan w 1789 roku. W tym roku powiększył stan liczebny korpusu, zobowiązując się płacić 10 800 zł rocznie.
Po przystąpieniu króla do Targowicy przeniósł się do Łańcuta. Dla sceny dworskiej w Łańcucie napisał w 1792 dramat w stylu komedii dell’arte Recueil des Parades (tłum. polskie: Parady). 
W 1799 roku ożenił się ze swoją kuzynką, młodszą od siebie o dwadzieścia lat Konstancją Potocką. Związek ten zaowocował trójką dzieci: urodzonym w 1800 roku Bernardem, urodzoną w 1803 roku Ireną i urodzoną w 1805 roku Teresą. Ich małżeństwo rozpadło się w ciągu kilku następnych lat. 
Uzyskał posadę na dworze cara Aleksandra I, m.in. został mianowany kierownikiem działu naukowego przy wielkim poselstwie rosyjskim hrabiego Jurija Gołowkina wyprawionym do Chin. Poselstwo liczyło 240 ludzi, w tym 40 dragonów, 20 Kozaków, orkiestrę wojskową, ale także zespół naukowców mających prowadzić obserwacje lingwistyczne, etnograficzne i przyrodnicze. W październiku 1805 r. przybyli do Kiachty przy granicy z chińską Mongolią, gdzie oczekiwali dwa miesiące na zgodę władz chińskich, obawiających się szpiegostwa ze strony tak licznej misji. 20 grudnia wyruszyli w dalszą drogę i 2 stycznia 1806 r. dotarli do stolicy Mongolii Urgi. Ze względu na odmowę ambasadora Rosji oddania hołdu przedstawicielowi cesarza Chin w Urdze, poselstwo zawróciło i 19 lutego powróciło do Kiachty.
Kiedy wrócił do domu w 1808 roku, żona zażądała rozwodu, który rok później doszedł do skutku. W roku 1815 popełnił samobójstwo trawiony melancholią. Prawdziwą datę śmierci (23 grudnia 1815) i miejsce (w swoim majątku w Uładówce) podali po raz pierwszy jego biografowie, François Rosset i Dominique Triaire, w biografii opublikowanej po francusku w 2004, a po polsku w 2006 roku. Wcześniej podawano daty 20 listopada oraz 2 i 11 grudnia 1815 r. Według biografów prawdziwa jest ta ostatnia data, co dokumentują zapiskiem Ignacego Dawidowskiego, kanonika katedry w Kamieńcu. Jest to data według kalendarza juliańskiego, który w tym czasie obowiązywał na tym terenie. W kalendarzu gregoriańskim jest to 23 grudnia. Swoje twierdzenia biografowie dokumentują także fragmentami wspomnień Stanisława Chołoniewskiego, który dotarł na miejsce wydarzenia w kilka godzin po śmierci Potockiego i widział jego ciało. Z opisu Chołoniewskiego wynika, że Potocki zabił się strzałem w twarz ze starego pistoletu, do którego załadował ołowianą gałkę odpiłowaną od wieczka jakiejś puszki. Pistolet prawdopodobnie eksplodował (był częściowo rozerwany). Chojecki spekulował, że Potocki odpiłował ją, bo nie miał niczego innego pod ręką. Świadkowie, z którymi Chojecki rozmawiał, nie opowiadali o poświęcaniu tej kuli przez księdza. Opowieść o tym, że zabił się srebrną kulą od cukiernicy, którą systematycznie wypiłowywał przez lata, bo uważał, że jest wilkołakiem, jest prawdopodobnie mitem powstałym znacznie później. Potocki został pochowany 1 stycznia 1816 r. (20 grudnia 1815 według kalendarza juliańskiego) w sieni kościoła w Pikowie.
W 1788 r. odznaczony Orderem Orła Białego, w 1784 został kawalerem Orderu Świętego Stanisława, w 1802 uhonorowany rosyjskim Orderem Świętego Włodzimierza. Od roku 1803 członek warszawskiego Towarzystwa Przyjaciół Nauk.
Niemiecki podróżnik i orientalista Julius Klaproth, wraz z Potockim uczestnik poselstwa Jurija Gołowkina do Chin, nadał nazwę Archipelagu Jana Potockiego (franc. l'Archipel de Jean Potocki, niem. Jean-Potocki-Archipel, ang. Potocki Islands) grupie osiemnastu wysp w Zatoce Zachodniokoreańskiej (39–40º szerokości płn., 124–125º długości wsch.). Hasło o Archipelagu Jana Potockiego opublikowano w 1859 r. w niemieckiej encyklopedii powszechnej. Nazwa funkcjonowała jeszcze w 1896 roku; wyszła z użycia na początku XX wieku (obecna nazwa to Archipelag Pansong).

## Twórczość
Obecnie jest pamiętany głównie jako pisarz i autor napisanej po francusku powieści fantastyczno-filozoficznej Rękopis znaleziony w Saragossie (1805) (tytuł oryg. Manuscrit trouvé à Saragosse), romansu fantastycznego na wzór persko-arabski, o tak zwanym układzie szkatułkowym (z jednego wątku wysnuwają się w niej kolejne, a z tych kolejne itd.). Istniały trzy wersje tego dzieła, z których dwie ostatnie Potocki pisał w latach 1804–1810. Pierwsze dwie nie zostały nigdy ukończone, gdyż Potocki zarzucił ich pisanie, zaczynając kolejną od początku. Ostateczna, autorska wersja nie jest znana. Pierwsze 13 dni z pierwszej wersji powieści Potocki opublikował w Petersburgu, po francusku, wiosną 1805 roku, w liczbie 100 egzemplarzy. Fragmenty czterdziestu początkowych dni, z wersji trzeciej, ukazały się w Paryżu, bez nazwiska autora, w latach 1813 i 1814, jako dwie osobne publikacje, także po francusku. Książka została opublikowana w całości po raz pierwszy w 1847 r. i było to wydanie w języku polskim przygotowane przez tłumacza Edmunda Chojeckiego, który do pierwszych 45 rozdziałów wersji drugiej (więcej nie było) dodał początek i zakończenie z wersji trzeciej, dokonując przeróbek i całość cenzurując. Późniejsze, nowe wydanie w języku polskim zostało przejrzane przez Jana Lenartowicza (1917, 3 tomy). Pierwsze wydanie całości w języku oryginału, pod redakcją Rogera Caillois, nastąpiło w Paryżu dopiero w 1958, a kolejne, w wersji zrekonstruowanej przez René Radrizzaniego, opublikowane zostało w 1989. François Rosset i Dominique Triaire, autorzy biografii Jana Potockiego, opublikowali w 2006 r. drugą i trzecią wersję w języku francuskim, jako dwie osobne książki które nazwali wersją z 1804 i wersją z 1810. Obie te wersje odtworzyli wyłącznie z oryginalnych, francuskich manuskryptów, które znaleźli w bibliotekach we Francji, Polsce, Hiszpanii i Rosji oraz w zbiorach potomków Jana Potockiego. Wersja z 1804 r. składa się z 45 dni (i nie ma zakończenia), a wersja z 1810 r. z 61 dni. Polska wersja kanoniczna, skompilowana, przetłumaczona i ocenzurowana przez Edmunda Chojeckiego, składa się z 66 dni. Można przypuszczać, że owe dodatkowe pięć dni w wersji polskiej zostało wykreowanych przez tłumacza przy okazji łączenia dwóch różnych wersji. W wersji z 1810, trzeciej, najpóźniejszej i zapewne najbliższej zamiarom autora, nie ma np. w ogóle opowieści Żyda Wiecznego Tułacza, którą to opowieść znajdujemy w polskiej wersji Chojeckiego.
Na motywach powieści powstał film Wojciecha Hasa pod tytułem Rękopis znaleziony w Saragossie.
Napisał (wyłącznie w języku francuskim) także ok. 30 innych dzieł.
Najważniejsze z jego dzieł to Rękopis znaleziony w Saragossie, Voyage en Turquie et en Egypte (1788, przekład polski 1789, nowe wydanie 1849; 1924), Essay sur l’histoire universelle et recherches sur celle de la Sarmatie (1789–1792, 4 tomy), Voyage dans quelques parties de la Basse-Saxe pour la recherche des antiquités Slaves ou Vendes (1795).

### Ważniejsze utwory
1. Voyage en Turquie et en Egypte fait en 1784, Warszawa 1788; wyd. następne: Voyage en Turquie et en Egypte fait en l’année 1784. Seconde édition revue, corrigée et augmentée (z dodatkiem dedykowanym matce i: Voyage en Hollande, fait pendant la révolution de 1787), Warszawa 1889 (1789); rękopisy: Biblioteka Czartoryskich, sygn. 735, 800; był też w Bibliotece Łańcuckiej; przekł. polski (według wyd. 2): (J. U. Niemcewicz): Podróż do Turek i Egiptu, z przydanym Dziennikiem podróży do Holandii podczas rewolucji 1787. Z francuskiego przełożona, Warszawa 1789; wyd. następne: Podróż do Turcji i Egiptu, z Wiadomością o życiu i pismach tego autora, wyd. Ż. Pauli, Kraków 1849; także przedr. P. Smolik, Kraków 1924 „Towarzystwo Miłośników Książki”; wyd. i oprac. L. Kukulski; zobacz Wydania zbiorowe poz. 1; przekł. niemiecki ogł. współcześnie (inform. z dedykacji wyd. z roku 1789)
2. Ne quid detrimenti Res Publica capiat (tekst francuski i polski), tekst francuski wręczony Stanisławowi Augustowi 18 kwietnia 1788, obie wersje ogł. J. Woliński, J. Michalski, E. Rostworowski, „Materiały do dziejów Sejmu Czteroletniego” t. 1, Wrocław 1955; rękopisy: Biblioteka Czartoryskich, sygn. 929 (tekst polski i francuski); Ossolineum, sygn. 551/I (tekst polski); Archiwum Główne Akt Dawnych (Archiwum Roskie 92/2, tekst jak wyżej); Wojewódzkie Archiwum Państwowe Kraków (Archiwum Podhoreckie, tekst jak wyżej)
3. Essais de logique (oddane do druku 1 maja 1788, z rozkazu marszałkowskiego niedrukowane), kopie: Biblioteka Czartoryskich, sygn. 929, s. 281–289, 291-298
4. Voix de Polonais zélé, utwór nieznany, powołuje się niego autor w poz. 5
5. Réveiller notre nation assoupie... (bez tytułu, dat. przez Stanisława Augusta na 1 maja 1788), kopia: Biblioteka Czartoryskich, sygn. 929, s. 263–281; przekł. polski: rękopis Ossolineum, sygn. 527/III, s. 18–32; z błędnie przyznawanym autorstwem Ignacego Potockiego (przyjął je M. Janik: Hugo Kołłątaj, Lwów 1913, s. 95–96
6. Ofiara podana Najjaśniejszemu Królowi Imci i Prześwietnej Radzie Nieustającej od urodzonego Jana Potockiego, krayczyca koronnego, brak miejsca wydania (przed 13 maja 1788)
7. Les Trembleurs, powst. przed 17 maja 1788; utwór nieznany; inform. E. Rostworowski (także o poz. 3-5)
8. Civilité puérile et honnête, powst. 1788; przekł. polski w: W. Engeström: Pamiętniki... Przełożone z oryginału przez J. I. Kraszewskiego, Poznań 1875; wyd. następne w: Polska stanisławowska w oczach cudzoziemców; oprac. W. Zawadzki t. 2 (Warszawa) 1963 „Biblioteka Pamiętnikarzy Polskich i Obcych”. Inny tytuł: Cours de politesse
9. Des Choses dont un chasseur a besoin dans les fôrets, fragm. w rękopisie Biblioteki Czartoryskich, sygn. 929, s. 299–300 (instrukcja dla oddziałów strzeleckich)
10. Opis podróży po Polsce w r. 1788, autograf zniszczony, fragm. znajdował się w kolekcji L. Siemieńskiego
11. Essay sur l’histoire universelle et recherches sur celle de la Sarmatie t. 1-2, Warszawa 1789; także pt. Recherches sur la Sarmatie t. 1-2, Warszawa 1789; t. 3-5 pt. Suite des Recherches sur la Sarmatie, Warszawa 1789–1792; fragm. autografu: Archiwum Główne Akt Dawnych (Archiwum Wilanowskie, sygn. 193)
12. List turecki Achmana baszy Ogli Kitahika do Polaków, Warszawa (po marcu roku 1790)
13. Relation d’un voyage aérostatique, Warszawa 1790 (po 14 maja); druk Drukarni Wolnej, egz. nieznany; inform. J. W. Gomulicki (komentarz do: A. Magier: Estetyka miasta stołecznego Warszawy...)
14. Tłumaczenie listu czwartego. Do autora „Dziennika Francuskiego”, brak miejsca wydania (1790)
15. Le Jugement de Momus en belle humeur sur une réplique a l’examen d’un mémoire. Facétie, Badinople 1791
16. Voyage dans l’Empire de Maroc, fait en l’année 1791. Suivi du Voyage de Hafez, récit oriental, Warszawa 1792; brulion i czystopis: Biblioteka Kórnicka, sygn. 148 (pt. Le Voyage de Hafez); przekł. polski: L. Kukulski, J. Olkiewicz: Podróż do cesarstwa marokańskiego. Podróż Hafeza. Powieść wschodnia (1791), oprac. L. Kukulski, zobacz Wydania zbiorowe poz. 1
17. Lettre sur Danzig, brak miejsca wydania (około roku 1791)
18. Essay d’aphorismes sur la Liberté (Warszawa maj 1792), datowanie skorygował L. Kukulski
19. Parades, wyst. Łańcut 1792; Paryż, Théâtre de Sarah Bernhard, kwiecień 1959; Paryż, Théâtre de l’Alliance Française, marzec 1961, wydano pt. Recueil des Parades représentées sur le théâtre de Łańcut dans l’année 1792, Warszawa 1793 (dedyk. Annie Teofili Sewerynowej Potockiej); wyd. następne: oprac. R. Caillois, „Preuves” 1958 nr 87; „Revue de Paris” sierpień 1959 (Cassandre démocrate); egz. pierwodruku zachowany w Bibliotece Uniwersytetu Warszawskiego; przekł. polski: J. Modrzejewski: Parady, „Dialog” 1958 nr 8; wyd. następne popr. ze wstępem L. Kukulskiego: (Warszawa 1966); wyst. Warszawa, Teatr Dramatyczny, 18 listopada 1958
20. Chroniques, mémoires et recherches pour servir a l’histoire de tous les peuples slaves... Livre 42 comprenant la fin du neuvième siècle de notre ère cz. 1-2, Warszawa 1793 (niektóre egz. datowane 1792); włączone następnie do poz. 23 jako t. 4; zobacz także poz. 30
21. Les Bohémiens d’Andalousie. Comédie mêlée d’ariettes en 2 actes et en vers... représentée pour la première fois à Rheinsberg le 20 avril 1794, brak miejsca i roku wydania; przekł. polski: J. Zagórski: Cyganie z Andaluzji, wyst. Łańcut jesień 1967 (inform. B. Loebl: Rzeszów, „Życie Literackie” 1967 nr 826
22. Voyage dans quelques parties de la Basse-Saxe pour la recherche des antiquités slaves ou vendes. Fait en 1794... Ouvrage orné d’un grand nombre de planches, Hamburg 1795; przekł. polski skrócony cz. 1: L. Kukulski, J. Olkiewicz: Podróż do Dolnej Saksonii (1794), oprac. L. Kukulski; zobacz Wydania zbiorowe poz. 1
23. Fragments historiques et géographiques sur la Scythie, la Sarmatie et les Slaves, recueillis et commentés..., t. 1-4, Brunszwik 1796; także t. 1-3 odb. tytułowa: Brunszwik 1795 (w t. 4 przedrukowano poz. 20)
24. Mémoire sur un nouveau péryple du Pont Euxin ainsi que sur la plus ancienne histoire des peuples du Taurus, de Caucase et de la Scythie, Wiedeń 1796
25. Voyage dans les steps d’Astrakhan et du Caucase, powst. w latach 1797–1798, fragmenty ogł. J. Klaproth: Voyage à Astrakhan et dans les cantons voisins, en 1797, „Nouvelles Annales des Voyages” (Paryż) październik 1827; całość wyd. tamże Paryż 1829 (t. 1; w t. 2: poz. 24, 27); autorskie wypisy z dziennika w rękopisach: Archiwum Główne Akt Dawnych (Archiwum Królestwa Polskiego, vol. 356), Archiwum Wojewódzkie w Krakowie (zbiory Krzeszowickie Potockich, sygn. D. 2); w pierwszym m.in. starsza redakcja rozdz. VII, z dopiskami S. Trembeckiego (ogł. E. Rabowicz, Archiwum Literackie” nr 13, 1969, s. 432–445); przekł. polski: fragmenty przeł. z rosyjskiego F. W., „Dziennik Wileński” 1828 t. 5, s. 222–240, 284-304 – skrócony przekł. całości według tekstu oryginalnego oprac. L. Kukulski, J. Olkiewicz: Podróż przez Stepy Astrachania i na Kaukaz (1797-1798), zobacz Wydania zbiorowe poz. 1; przekł. rosyjski (1828)
26. Sophiopolis, sur le côté méridional de Crimée entre Simos et Alupka, Petersburg, brak roku wydania (XVIII w.)
27. Histoire primitive de peuples de la Russie avec une exposition complète de toutes les nations locales, naturelles et traditionnelles, nécessaires à l’intelligence du quatrième livre d’Hérodote, Petersburg 1802, przedr. zobacz poz. 25, t. 2 (dedykowane Aleksandrowi I)
28. Dynasties du second livre de Manethon, Florencja 1803; cz. 2: Chronologie des deux premiers livres de Manethon, Petersburg 1805 (w rękopisie Biblioteka PAN Kraków, sygn. 608: Chronologie des Hébreux pour servir de suite à Manethon)
29. Rękopis znaleziony w Saragossie, powst. w latach 1803–1815; Manuscrit trouvé à Saragosse (version de 1804), red. François Rosset oraz Dominique Triaire, GF-Flammarion, 2008, 772 str., ISBN 978-2-08-121143-8; Manuscrit trouvé à Saragosse (version de 1810), red. François Rosset oraz Dominique Triaire, GF-Flammarion, 2008, 864 str., ISBN 978-2-08-121144-5; wyd. fragmentarycznie: Manuscrit trouvé à Saragosse. Fragments d’un roman t. 1-2, Petersburg 1804-1805 (wyd. w 100 egz. anonimowo, bez karty tytułowej: t. 1 obejmował „10 dni”, druk t. 2 przerwany przy końcu „13 dnia”, w połowie zdania); Avardo, histoire espagnole par M. L. C. J.P. t. 1-4, Paryż 1813 (wyd. bez wiedzy autora, na podst. kopii rękopiśmiennej, obejmuje „dni”: 12-56); Dix journées de la vie d’Alphonse von Worden t. 1-3, Paryż 1814 (wyd. bez wskazania autora, obejmuje tekst z „dni”: 1-10, 14); fragm. z tomików paryskich przedr. pod własnym ps. (hr Courchamps) M. Cousen de Saint Molo w: Souvenirs de la marquise de Créquy de 1710 à 1803 t. 1-4, Paryż (1841) i w: „La Presse” 1842 (druk obu publikacji na skutek stwierdzenia plagiatu przerwano, a sprawa zakończyła się głośnym wówczas procesem sądowym); Dix journées de la vie d’Alphonse von Worden t. 1-3, Paryż 1842 (przedruk wyd. z roku 1814); Manuscrit trouvé à Saragosse, oprac. R. Caillois (według wyd.: Petersburg 1804-1805, Paryż 1813, Paryż 1814), Paryż 1958; także wyd. 2 Paryż 1961; także wyd. 3 Paryż 1967; fragm. autografu „journée 41-50” znajdują się w Bibliotece Narodowej (BOZ, sygn. 1047); Biblioteka Rapperswilska posiadała kopię rękopiśmienną t. 2 (najprawdopodobniej były to „dni 11-20”); całość w t. 1-6 znajdowała się przed rokiem 1944 w Bibliotece Łańcuckiej; przekł. polski: E. Chojecki: Rękopis znaleziony w Saragossie. Romans wydany pośmiertnie z dzieł... t. 1-6, Lipsk 1847 (przekł. dokonany z wersji rękopiśmiennej, daje jedyny zachowany przekaz całości); wyd. następne: Lipsk 1857 (wyd. tytułowe); Bruksela 1862 „Biblioteka Domowa” nr 24-29 (wyd. tytułowe); oprac. J. Lorentowicz, t. 1-3, Warszawa 1917 „Biblioteka Muz” (według wyd. lipskiego); oprac. M. Toporowski, t. 1-3 (Warszawa) 1950 (według wyd. Lorentowicza); oprac. L. Kukulski (Warszawa) 1956 (wyd. krytyczne według wyd. lipskiego, ale z uzupełnieniami według wyd. francuskiego); także wyd. 2 (Warszawa) 1965; przeróbka filmowa: Rękopis znaleziony w Saragossie, scenariusz: T. Kwiatkowski, muzyka: K. Penderecki, scenografia: J. i L. Skarżyńscy, T. Myszorek; reżyseria: W. J. Has; operator: M. Jahoda; premiera: Warszawa 9 lutego 1965; przekł.: angielski (1961), niemiecki (1810), włoski (1965)
30. Histoire ancienne des provinces de l’empire de Russie; Nr 1: Histoire ancienne du gouvernement de Cherson, Petersburg 1804; Nr 2: Histoire ancienne du gouvernement de Podolie, Petersburg 1805; Nr 3: Jan Potocki Histoire anciènne du gouvernement de Volhynie: pour servir de suite à l’histoire primitive des peuples de la Russie, Petersburg 1805 (jest to ciąg dalszy poz. 20), przekł. rosyjski (1829)
31. Atlas archéologique de la Russie Européenne, Petersburg 1805; wyd. 2 Petersburg 1810; przekł. rosyjski (1823)
32. Mémoire sur l’expédition en Chine, powst. 1806, wyd. W. Kotowicz: J. hr. Potocki i jego podróż do Chin, Wilno 1935, s. 54–79; przekł. polski: L. Kukulski, J. Olkiewicz: Podróż do Mongolii, I: Memoriał o wyprawie do Chin, zobacz Wydania zbiorowe poz. 1
33. Examen critique du fragment égyptien connu sous le nom d’Ancienne chronique, Petersburg 1808
34. Principes de chronologie pour les temps antérieurs aux Olympiades, Petersburg 1810; wyd. następne: cz. 1, Krzemieniec 1813; cz. 2: Principes de chronologie pour les quatorze siècles qui ont précédé la première olympiade vulgaire, Krzemieniec 1815
35. Description de la nouvelle machine pour battre monnaie, écrite en russe par... traduite du russe en français par N. O., Petersburg 1811 (tekst francuski i polski)
36. Le Comte Stanislas Félix Potocki né en 1750... (Życiorys S. Sz. Potockiego) w: Notes (do) S. Trembecki: Sophïowka. Poème polonais traduit par (A.) de Lagarde, Wiedeń 1815, s. 132–146
37. Origines slaves des Cimmeriens, Lithuaniens, des Getes ou Valaches, des Sarmates et des Scytes Tchouds. rękopisy: Ossolineum, sygn. 2417/III (autograf „chapitre 2”); Biblioteka Jagiellońska, sygn. 3484 („chapitre 2”); Biblioteka PAN Kraków, sygn. 584
38. Podróż do Holandii (prawdopodobnie 1787).

Potocki artykuły i prace swe umieszczał ponadto w czasopismach: „Journal Hebdomadaire de la Diète de Varsovie” (1788-1791, anonimowo), „Le Conservateur Impartial” (1810).

### Wydania zbiorowe
1. Podróże (przekł. polski z oryginału francuskiego), zebrał i oprac. L. Kukulski, Warszawa 1959; zawartość: Ważniejsze utwory poz. 1, 16, 22, 25, 32; Listy poz. 4.

### Listy i materiały
1. Do Stanisława Augusta z lat 1788–1792 oraz inne listy i relacje z podróży, rękopisy: Biblioteka Czartoryskich, sygn. 735, 929; fragmenty ogłosił E. Rostworowski, „Przegląd Historyczny”, rocznik 47 (1956) zeszyt 4; rocznik 48 (1957) zeszyt 2
2. Do Komisji Wojskowej z 1 czerwca 1792, rękopis: Archiwum Główne Akt Dawnych (Metryka Litewska, VII/134, k. 266)
3. Do Stanisława Augusta z lipca 1792, ogł. E. Krakowski: Un Témoin de l’Europe des Lumières, le comte J. Potocki (Paryż) 1963, s. 118–119
4. Do A.J. Czartoryskiego z lat 1805–1806, ogł. W.A. Francew: Poslednieje..., Praga 1938, s. 5–26; przekł. polski z oryginału francuskiego: L. Kukulski, J. Olkiewicz: Listy z podróży do Mongolii, zobacz Wydania zbiorowe poz. 1
5. Do nieznanego adresata z podróży do Chin w roku 1806, do S. B. Lindego bez daty; rękopis: Biblioteka Narodowa, sygn. 2674, k. 269-271
6. Do J. Albertrandiego z 10 maja 1808 z Krzemieńca, ogł. A. Kraushar w: Towarzystwo Warszawskie Przyjaciół Nauk t. 3, Warszawa 1902
7. Korespondencja z J. de Maistre’em z roku 1810, przekł. polski (z oryginału francuskiego) ogł. S. Chołoniewski, „Athenaeum” 1843, t. 1; list od de MaisTre’a w oryginale ogł. w: R. Rzewuska: Mémoires... (1788-1865). Publiées par son arrière petite-fille G. Caetani Grenier t. 2, Rzym (1939), s. 43–46; według rękopisów Biblioteki Łańcuckiej
8. Do Jana Śniadeckiego z roku 1811, wyd. T. Wierzbowski w: Materiały do dziejów piśmiennictwa polskiego t. 2, Warszawa 1904
9. Do Wiktorii z Potockich de Choiseul-Goufier z 15 października 1812, ogł. Z. Markiewicz, „Ruch Literacki” 1968, zeszyt 5 (tekst francuski i przekł. polski)
10. Do A. K. Czartoryskiego (brak daty i z roku 1814, fragm. i streszczenie ogł. L. Dębicki: Puławy t. 3, Lwów 1888 (rozdz. 1)
11. Do J.M. Ossolińskiego(?) z 20 października roku 1814 (prawdopodobnie), rękopis: Ossolineum, sygn. 5265/III
12. Od S. Sz. Potockiego kopie listów z lat 1788–1789, rękopis: Biblioteka PAN Kraków, sygn. 336
13. Od H. Kołłątaja brak daty (odpis), rękopis: Biblioteka PAN Kraków, sygn. 224
14. Punkta ułożone (przez Komisję Wojskową) z J. Potockim... podejmującym się erygować korpus pod imieniem kurpików. Z 1792, rękopis: Archiwum Główne Akt Dawnych (Metryka Litewska, sygn. VII/173, k. 417-420)
15. Ćwiczenia, rachunki i notatki, rękopis: Biblioteka Jagiellońska, sygn. 3314
16. Materiały biograficzne, rękopis: Biblioteka PAN Kraków, sygn. 1354
17. Noty, rękopisy: Ossolineum, sygn. 525/III (obecnie we Lwowie), 782/II.

## Próby monograficzne (nt. Potockiego)
1. Aleksander Brückner: J. hr. Potockiego prace i zasługi naukowe, Warszawa 1911
2. E. Krakowski: Un Témoin de l’Europe des Lumières. le comte J. Potocki (Paryż) 1963.